# Хамуков, Владимир Булатович
Хамуков Владимир Булатович (кабард.-черк. Хьэмыкъуэ Владимир Болэт и къуэ; 10 ноября 1939, Каменномостское, Кабардино-Балкарская АССР — 17 сентября 2010, Нальчик) — советский и российский ученый в области агрохимии, публицист, журналист. Доктор сельскохозяйственных наук, профессор. Заслуженный агроном Российской Федерации. Действительный член Российской академии сельскохозяйственных наук. Член президиума Адыгской (Черкесской) международной академии наук. Член Союза журналистов СССР. Член Союза журналистов России.

## Биография

### Детство и образование
Хамуков Владимир Булатович родился в селе Каменномостском (до 1920 года — аул Кармово) в многодетной (три сестры и три брата) семье Хамукова Булата Бекмурзовича, в тридцатые годы двадцатого века работавшего председателем колхоза в с. Каменномостское, затем заместителем председателя Нагорненского райисполкома КБАССР.
После окончания семилетки средней школы № 5 города Нальчика, куда семья переехала в 1953 году, поступил в Нальчикский сельскохозяйственный техникум на отделение агрономии, являлся секретарем комсомольской организации техникума, членом научного кружка. В 1957 году, будучи ещё студентом техникума, в составе молодёжного актива республики в течение четырёх месяцев работал на казахстанской целине, поощрен почетными грамотами ЦК комсомола Казахстана и Акмолинского обкома комсомола.
В 1958 году, окончив техникум с отличием, начал трудовую деятельность на Кабардино-Балкарской опытной станции садоводства (в настоящее время — Северо-Кавказский научно-исследовательский институт горного и предгорного садоводства).
Приобретя необходимый стаж работы, без которого поступление в вуз в тот период не допускалось, и получив под руководством директора опытной станции А. К. Каирова и своего наставника — известного ученого-агронома Н. П. Донских научные знания и практический опыт, Владимир Хамуков в 1959 году поступил на агрономическое отделение сельскохозяйственного факультета Кабардино-Балкарского государственного университета, был секретарем комсомольской организации факультета и членом комитета комсомола университета, председателем которого был его друг, секретарь комсомольской организации историко-филологического факультета Борис Мустафаевич Зумакулов, позднее возглавлявший комсомол Кабардино-Балкарии, всесоюзную пионерскую организацию, республиканский обком КПСС. Однокурсниками Хамукова были ставшие впоследствии крупными государственными и общественными деятелями Валерий Мухамедович Коков, первый Президент Кабардино-Балкарской Республики, и Абдулах Касбулатович Микитаев. Будучи ещё студентом КБГУ, принимается кандидатом в члены КПСС.

### Трудовая и научная деятельность
Окончив в 1964 году с отличием сельскохозяйственный факультет КБГУ, Хамуков В. Б. применяет полученные знания и апробирует на практике передовые агрономические методы и технологии в должности агронома-садовода плодоовощного совхоза «Комсомольский» Урванского района КБАССР, куда был принят на работу 1 апреля, за два месяца до окончания университета по результатам пройденной в этом же хозяйстве производственной практики. Избирается секретарем комсомольской организации совхоза, в июле того же года принимается в КПСС. Одновременно готовится к поступлению в аспирантуру, для чего написал автореферат «О перспективах развития садоводства в совхозе „Комсомольский“ Урванского района КБАССР», однако 30 марта 1965 года решением обкома ВЛКСМ и райкома КПСС избирается первым секретарем Урванского районного комитета комсомола, проработав в этой должности до 1968 года. За период его руководства урванский комсомол стабильно удерживал звание лучшего райкома комсомола Кабардино-Балкарии, сохраняя переходящее Красное знамя обкома ВЛКСМ.
В 1968 году поступает в очную аспирантуру Северо-Кавказского НИИ садоводства и виноградарства в городе Краснодаре (в настоящее время — Северо-Кавказский федеральный научный центр садоводства, виноградарства и виноделия). В 1971 году окончил аспирантуру, а в 1972 году успешно защитил диссертацию по теме «Влияние степени снижения высоты дерева и ограничения ширины кроны на рост и плодоношение яблони», получив степень кандидата сельскохозяйственных наук.
В 1972—1977 годах — главный агроном Кабардино-Балкарской опытной станции садоводства на правах заместителя директора опытно-производственного хозяйства.
В 1977—1982 годах — инструктор сельскохозяйственного отдела Кабардино-Балкарского обкома КПСС, курирует сельское хозяйство нескольких районов республики, а также вопросы создания единой системы управления всем агропромышленным комплексом республики в рамках общегосударственной реформы системы АПК.
В 1982—1986 годах — заместитель председателя объединения «Каббалксельхозхимия», а в 1986—1991 годах — начальник отдела химизации сельского хозяйства Государственного агропромышленного комитета КБАССР.
С 1991 по 2001 годы Хамуков В. Б. возглавляет Кабардино-Балкарскую проектно-изыскательскую станцию агрохимслужбы. В условиях распада СССР, радикальной экономической реформы и острого дефицита финансирования внедряет современные правовые формы хозяйственных отношений с сельскохозяйственными организациями, предпринимателями и фермерами.
Со времени образования в 1981 году Кабардино-Балкарского агромелиоративного института (в настоящее время — Кабардино-Балкарский государственный аграрный университет имени В. М. Кокова) и до последних дней жизни беспрерывно осуществлял научно-преподавательскую деятельность в этом вузе, занимая должности доцента, профессора, заведующего кафедрой.
В 1996 году Хамуков В. Б. защитил в МГУ докторскую диссертацию по агрохимии. Научный консультант — академик ВАСХНИЛ, РАСХН и РАН В. Г. Минеев.
С 1997 года — действительный член Российской академии сельскохозяйственных наук (РАСХН), секция агрохимии, действительный член и член президиума Адыгской (Черкесской) Международной академии наук.

## Научное наследие
Хамуковым В. Б. опубликовано свыше 150 научных и научно-методических работ, в том числе более десяти монографий.
Среди них:
«Влияние степени снижения высоты дерева и ограничения ширины кроны на рост и плодоношение яблони» (дис… кандидата сельскохозяйственных наук), 1973;
«Влияние степени снижения высоты дерева и ограничения ширины кроны на рост и плодоношение яблони» (автореф. дис… кандидата сельскохозяйственных наук), 1973;
«Научно обоснованное применение удобрений под озимую пшеницу, кукурузу и томат в Центральной части Северного Кавказа» (дис. на соискание ученой степени доктора сельскохозяйственных наук), 1996;
«Научное обоснование применения удобрений под озимую пшеницу, кукурузу и томат в Центральной части Северного Кавказа» (автореф. дис. доктора сельскохозяйственных наук), 1996;
«Экологические проблемы охраны почв от загрязнения в центральной части Северного Кавказа», Нальчик, 1999;
«Эффективность применения средств химизации под озимую пшеницу, кукурузу и томат в центральной части Северного Кавказа». Нальчик, 1996.;
«Применение удобрений под гибриды кукурузы разных сроков созревания». Нальчик, 2003;
«Комплексное применение средств химизации и охрана почв от загрязнения в центральной части Северного Кавказа». Нальчик, 1995;
«Эффективность применения удобрений на орошаемых черноземах» (в соавторстве с Ю. А. Шомаховым).
Статьи в научных изданиях:
- Фиапшев Б. Х., Хамуков В. Б. Агрохимическое обеспечение посевов кукурузы в условиях ограниченности минеральных удобрений.
- Хамуков В. Б. Содержание тяжелых металлов в почве и кормах Кабардино-Балкарии. //Тяжелые металлы и радионуклиды агроэкосистемах. -М.: Агроколос, 1994. С. 49-54.
- Хамуков В. Б. Совершенствование агрохимического обслуживания в предгорных районах Северного Кавказа. //Химия в сельском хозяйстве, 1994.-№ 3.
- Хамуков В. Б. Актуальные вопросы агрохимслужбы. //Материалы I съезда Международной ассоциации агрохимиков и агроэкологов. М.: Агроколос, 1992. — С. 41-42.
- Хамуков В. Б., Тхамоков З. Д. В зависимости от агротехники. //Кукуруза и сорго, 1992. № 4.
- Хамуков В. Б., Кумахов В. И., Тхамоков З. Д. Внесение удобрений при выращивании кукурузы. //Химия в сельском хозяйстве, 1990. № 10.
- Хамуков В. Б., Шогемуков В. М. Какую дозу считать оптимальной //Сельские зори, 1988. -№ 1.
- Хамуков В. Б., БитоковВ.Х. Дробное внесение удобрений. //Кукуруза и сорго, 1988. № 3.
- Хамуков В. Б. Эффективность применения средств химизации под озимую пшеницу, кукурузу и томат в Центральной части Северного Кавказа. Нальчик, 1999. — 250 с.
- Хамуков В. Б. Экологические проблемы охраны почв от загрязнения в Центральной части Северного Кавказа. Нальчик, 1999. — 195 с.
- Хамуков В. Б. Проблемы применения средств химизации в Кабардино-Балкарии. //Научное обеспечение и совершенствование методологии агрохимического обслуживания земледелия России: Материалы 6-й научно-практической конференции. М., 2000.
- Хамуков В. Б., Бесланеев С. М. Применение удобрений под гибриды кукурузы в богарных условиях степной зоны Кабардино-Балкарии. — Нальчик, 2003. 86 с.
- Хамуков В. Б., Маламатова Б. В. Продуктивность гибридов кукурузы в зависимости от внесения удобрений. Журнал «Плодородие». № 5, М., 2004.

## Журналистская и публицистическая деятельность
В 1957 году в главном печатном издании Кабардино-Балкарии — газете «Кабардино-Балкарская правда» публикуется его статья «Студенты Нальчика на целине» о работе и быте делегации молодежи Кабардино-Балкарии, в которую входил и автор, на целинных землях Казахстана.
Впоследствии В. Хамуков становится постоянным автором данного издания, а также выходящей на кабардино-черкесском языке газеты «Ленин гъуэгу» («Адыгэ псалъэ»). Регулярно выступает на республиканском радио и телевидении.
В годы учёбы в Нальчикском сельскохозяйственном техникуме являлся юнкором республиканской газеты «Советская молодежь», а в период обучения в Кабардино-Балкарском государственном университете стал членом редакционной коллегии и постоянным автором газеты «Университетская жизнь».
Член Союза журналистов СССР, с 1992 года — член Союза журналистов России.
В 1971 году вышла его первая книга в соавторстве с А. К. Каировым «За интенсивное садоводство в Кабардино-Балкарии».
В 1976 году в г. Нальчике издана книга «Дела и люди нашего хозяйства».
В 1984 году в г. Нальчике вышло его научно-популярное издание "За высокий урожай плодов: (в помощь садоводам).
В 1988 году совместно с Э. К. Эйсертом — «Агрохимическая служба Кабардино-Балкарии».
Ряд публицистических и журналистских работ В.Хамукова, напечатанных в разные годы, вошли в изданный им в 1999 году в городе Нальчике сборник «Мои современники», в том числе:
- «Главный селекционер-садовод республики», 1974г;
- «Трудом красив человек», 1975;
- «Экспериментатор Николай Агапов», 1975;
- «Флагманы производства опытной станции садоводства», 1976;
- «Восстановленный сад», 1976;
- «Преображенная степь», 1977;
- «Щедрые склоны», 1977;
- «Дело всей жизни», 1983;
- «Дать земле силу», 1987;
- «Механизатор Хажироков», 1987;
- «Дорогами дружбы», 1989;
- «Семья агрохимиков», 1991;
- «След на земле», 1991;
- «Из племени одержимых», (о М. Х. Ахметове), 1992;
- «Тебя я не предам и не забуду», 1993;
- «Заботы нашей службы», 1993;
- «Патриарх аграрной науки» (о К. Н. Керефове), 1994;
- «В Испании хорошо, а у нас — лучше», 1994;
- «Путь земледельца», (о М. М. Клевцове), 1996;
- «Незабываемые встречи», 1999;
- «Адыгская академия как зеркало нации», 1999;
- «Горжусь своими однокурсниками», 1999.

В 2009 году в г. Нальчике вышла книга «О времени и о себе», в которой Хамуков В. Б. рассказывает о своей семье, годах учёбы в школе, техникуме, университете, о своей трудовой, научной и комсомольско-партийной деятельности, а также о знаковых людях своего времени, особенно близких ему.

## Награды
- Медаль «За трудовую доблесть», 1966;
- Медаль «В ознаменование 100-летия со дня рождения В. И. Ленина», 1970;
- Почетная грамота Президиума Верховного Совета КБАССР, 1989;
- Почетное звание «Заслуженный агроном Российской Федерации», 1993;
- Почетная грамота Кабардино-Балкарской Республики, 1999;
- Почетная грамота Министерства сельского хозяйства и продовольствия Российской Федерации, 1999;
- Медаль «Ветеран труда» 1984;